# John Ashcroft
John David Ashcroft (* 9. května 1942 Chicago, Illinois) je americký právník, lobbista a bývalý politik, 79. ve funkci ministra spravedlnosti Spojených států (angl. Attorney General) v letech 2001–2005, během prezidentského období George W. Bushe. Po odchodu z funkce založil John Ashcroft ve Washingtonu, D.C. lobbistickou společnost The Ashcroft Group.
V letech 1976–1985 byl nejvyšším státním zástupcem ve státě Missouri a poté 50. guvernérem Missouri (1985–1993), když byl zvolen dvě po sobě jdoucí období. Také byl republikánským senátorem Spojených států za stát Missouri (1995–2001). Napsal několik knih o politice a etice. Od roku 2011 je členem správní rady soukromé polovojenské společnosti Academi (dříve Blackwater). Byl také členem The Federalist Society a je profesorem na právnické fakultě Regent University, konzervativní křesťanské instituce, asociované s televangelistou Patem Robertsonem.
Jeho syn, Jay Ashcroft, je také politikem, od roku 2017 ve funkci státního tajemníka (Secretary of State) státu Missouri.